# 벨벳 (드라마)
《벨벳》(스페인어: Velvet, Galerías Velvet)는 2014년 2월 17일부터 2016년 12월 21일까지 안테나3에서 방영한 드라마이다. 추산 제작비는 회당 500,000유로이다. 이 쇼의 주요 스토리라인은 Alberto Márquez의 러브스토리이다.